# Čongar (poluotok)
Poluotok Čongar (Çonğar) je poluotok u sjevernom dijelu Sivaša, u Ukrajini.
Administrativno, cijeli poluotok zauzima seoska zajednica Čongar, u Heničeskom rajonu, u Hersonskoj oblasti. Zajedno s dijelom krimskog poluotoka Tup-Dzhankoi, poluotok Čongar dijeli Sivaš na dva dijela: istočni i zapadni.
Poluotok je, iako dio Hersonske oblasti, povezan s Krimskim poluotokom s brojnim mostovima i branama. Uz Perekopsku i Arabatsku prevlaku, poluotok Čongar čini jednu od tri cestovne veze između Krima i kopnene Europe.